# USA-17

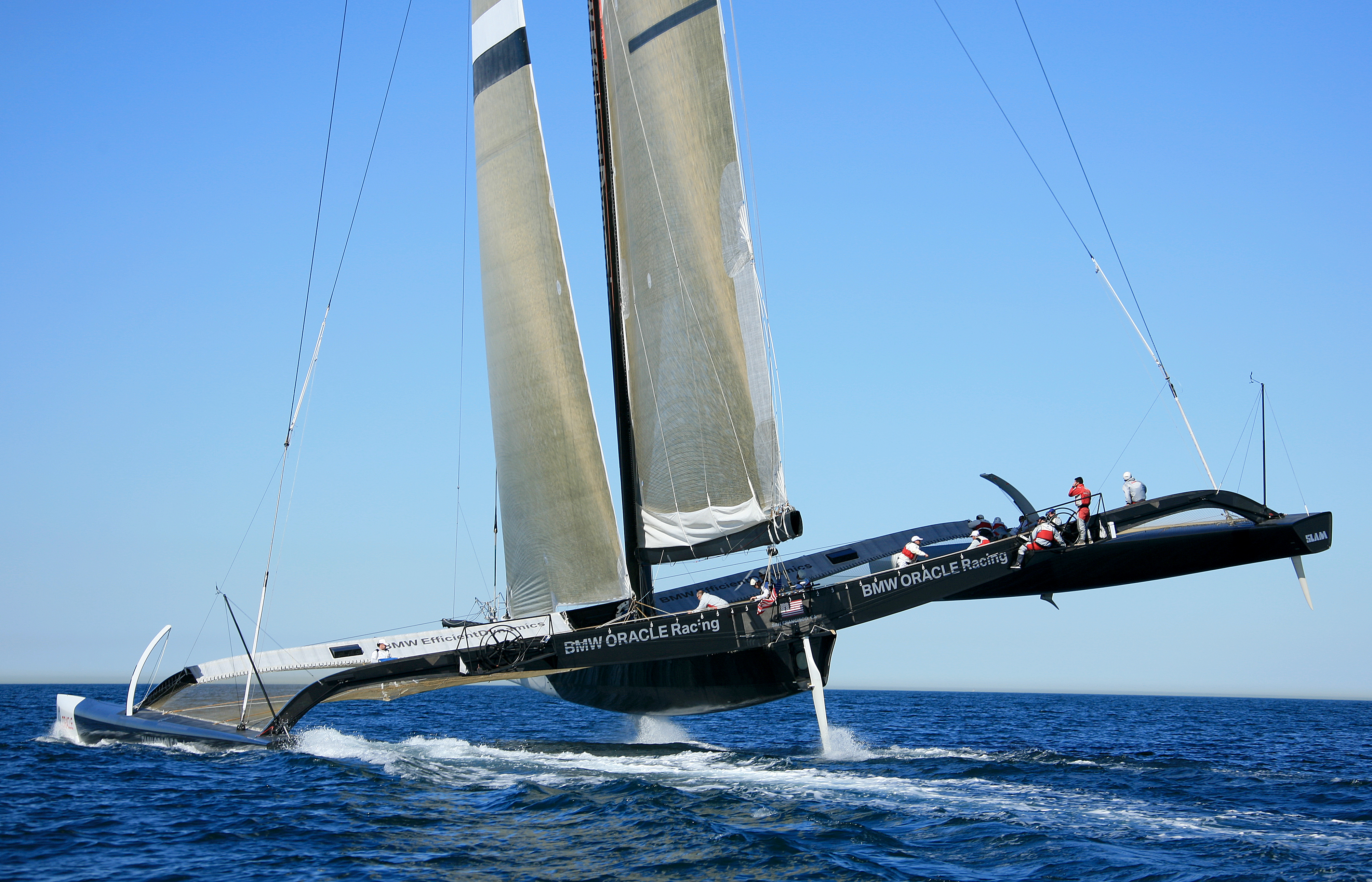

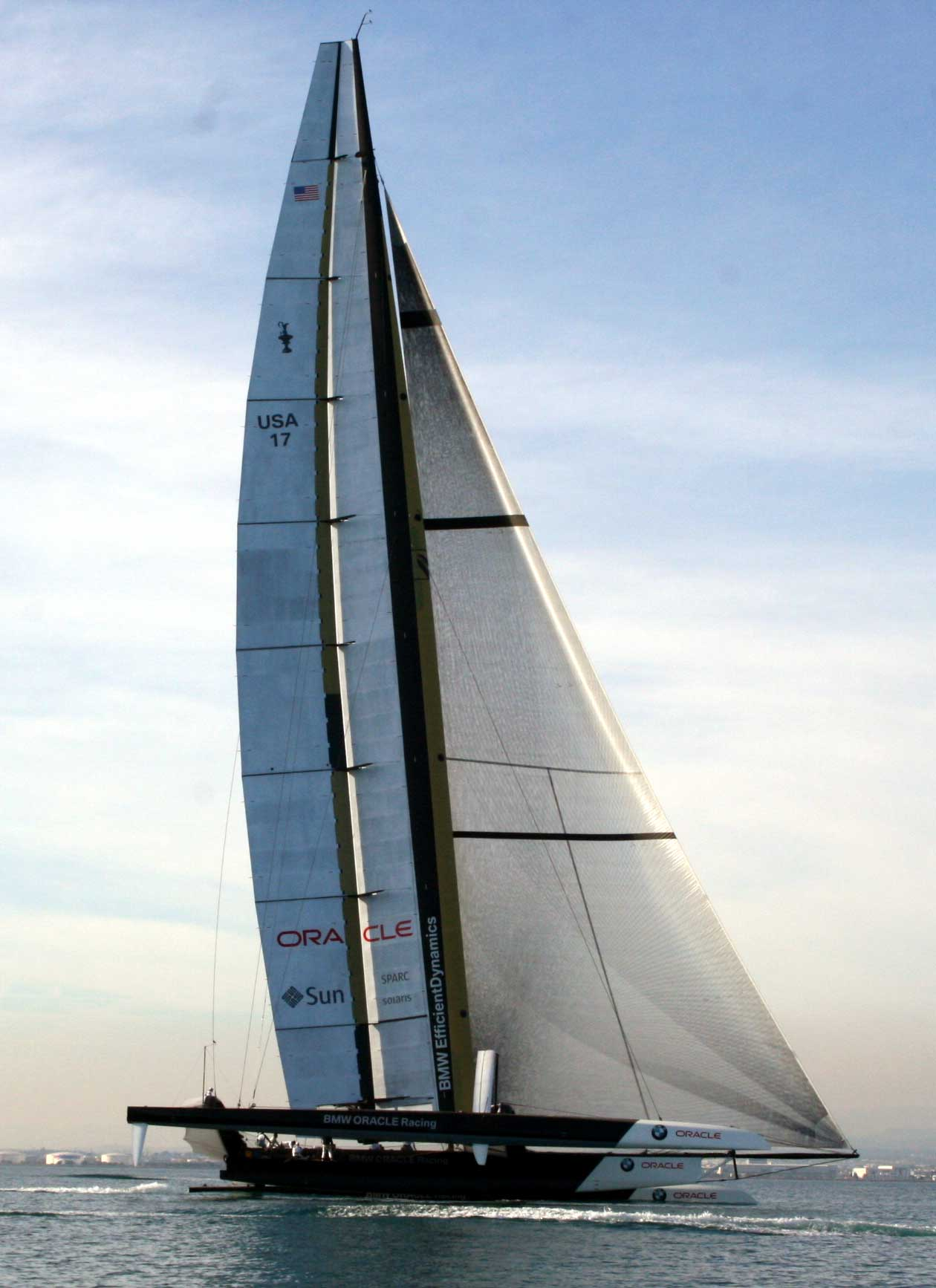

USA-17 (повна назва BMW Oracle Racing 90 або скорочено BOR90) — 90-футовий гоночний тримаран, побудований на замовлення американського спортивного товариства «BMW Oracle Racing» для участі в 33-му розіграші «Кубка Америки».

## Технічні дані
Човен був запроєктований у конструкторсько-дизайнерському бюро VPLP (Van Peteghem Lauriot-Prévost) у Франції і збудований підприємством Core Builders в місті Анакортс (штат Вашингтон).

### Конструкція
Тримаран має 34 м в довжину, 27 м в ширину, несе 55 м щоглу і 1 270 м² вітрил. Корпус майже повністю виконаний з вуглепластика, що дало змогу зробити його дуже легким для своїх розмірів.
На тримарані встановлене жорстке вітрило, подібне за конструкцією до крила літака, яке складається з двох секцій, розділених вертикальною щілиною, через яку протікає повітряний потік. Задня частина вітрила виконана з дев'яти окремих елементів, кожен з яких може бути налаштований незалежно від інших. Така конструкція дає змогу швидко змінювати профіль, регулюючи тим самим силу тяги.

### Ходові якості
Під час офіційних змагань «USA-17» показав можливість розвивати швидкість, що в 2—2,5 рази перевищує швидкість істинного вітру. На лавіруванні тримаран може йти курсом 20 градусів до вимпельного вітру. На курсах з боковим істинним вітром тримаран розвивав таку швидкість, що його курс до вимпельного вітру на 5—6 градусів відрізняється від курсу на лавіруванні. У результаті виходить, що USA-17 завжди ходить гострими курсами до вітру.

## Участь у змаганнях
У лютому 2010 року «USA-17» з командою-претендента «BMW Oracle Racing» на кубок «Америки» переміг команду-захисника на катамарані «Alinghi» з рахунком 2:0. На лавіруванні першої гонки екіпаж «USA-17» в якийсь момент прибрав стаксель, після чого на самому тільки вітрилі-крилі продовжував йти швидше «Alinghi», що ніс традиційні стаксель і грот. На попутних курсах обох гонок «USA-17» також показував більшу швидкість у порівнянні з «Alinghi»: на 13 % у першій гонці і на 6 % у другій.